# رافاييل دي مارتينو
رافاييل دي مارتينو (بالإيطالية: Raffaele De Martino)‏ (8 أبريل 1986 في إيطاليا - ) هو لاعب كرة قدم إيطالي في مركز الوسط. شارك مع منتخب إيطاليا تحت 18 سنة لكرة القدم ومنتخب إيطاليا تحت 19 سنة لكرة القدم ومنتخب إيطاليا تحت 20 سنة لكرة القدم ومنتخب إيطاليا تحت 21 سنة لكرة القدم. أما مع النوادي، فقد لعب مع نادي أفيلينو ونادي أودينيزي ونادي بيلينزونا ونادي تريفيزو ونادي روما ونادي ريميني ونادي كروتوني وBrindisi FC ‏ وASD Martina Calcio 1947 ‏ وASD Real Agro Aversa ‏ وإيه جي نوسرينا 1910 ‏ وPaganese Calcio 1926 ‏ وSS Racing Club Fondi ‏.

## وصلات خارجية
- رافاييل دي مارتينو على موقع الاتحاد الدولي (مؤرشف)  (الإنجليزية)
- رافاييل دي مارتينو على موقع قاعدة بيانات كرة القدم.إي يو (الإنجليزية)
- رافاييل دي مارتينو على موقع Soccerway.com (الإنجليزية)
- رافاييل دي مارتينو على موقع عالم كرة القدم.نت (الإنجليزية)